# Dusigu
Dusigu war die Geliebte von Irkab-Damu, König von Ebla, der eventuell im 24. Jahrhundert v. Chr. amtierte. Sie war die Mutter des Isar-Damu, der seinem Vater auf den Thron folgen sollte. Dusigu war für etwa 20 Jahre die einflussreichste Frau am Hof in Ebla. 
In der syrischen Stadt Ebla fand sich 1974 ein mehrere tausend Texte umfassendes Archiv, dessen Urkunden ein Schlaglicht auf Kultur, Gesellschaft und Geschichte dieser Zeit werfen. Vor diesem Fund waren so gut wie keine Inschriften aus dieser Epoche und aus dieser Region bekannt.
Irkab-Damu war wohl sehr jung, als er auf den Thron kam. Er regierte wahrscheinlich 11 Jahre und heiratete erst vier Jahre vor seinem Tod. Der Name seiner Gemahlin ist nicht überliefert, doch starb sie kurz nach der Heirat, vielleicht bei der Geburt eines Kindes. Dusigu scheint eine Hofdame und Geliebte des Herrschers gewesen zu sein. Sie trug nie den formalen Titel einer Königin (maliktum). Über ihre Familie ist nichts bekannt, doch mag sie mit dem Minister Ebrium verwandt gewesen sein. Vier Schwestern sind bekannt, deren Leben sich gut verfolgen lässt. Nach dem Tod von Irkab-Damu kam ihr Sohn Isar-Damu auf den Thron. Er war wahrscheinlich der jüngste von mehreren Kindern, die der Herrscher hatte, und war deshalb wahrscheinlich auch noch sehr jung. In Dokumenten erscheint Dusigu oftmals neben ihrem Sohn, für den sie wahrscheinlich auch teilweise regierte. In den Texten trug sie den Titel Mutter des Königs (ama-gal en). In seinem 14. Regierungsjahr heiratete der König eine Hofdame namens Tabur-damu, die wahrscheinlich von Dusigo ausgesucht worden war. Die neue Königin erhielt den offiziellen Königinnentitel, doch scheint Dusigu als Königsmutter weiterhin die wichtigste Frau am Hof geblieben zu sein und wird in Texten manchmal sogar vor dem König genannt. Ihr wurde die Nachricht von dem Sieg in einer Schlacht überbracht und nicht der Königin. Sie besaß auch einen eigenen Streitwagen und vielleicht eine eigene Sänfte.
Sie starb im 17. Amtsjahr des Ministers Ibbi-Zikkir. Ein Text zählt die reichen Geschenke für ihre Bestattung auf. Bei ihrer Beerdigung waren zehn Trauerfrauen dabei. Dusigu erscheint in zahlreichen Texten aus Ebla, die oftmals nicht weiter datiert sind und anhand ihrer Person chronologisch eingeordnet werden können.